# Uccelli d'Italia (album)
Uccelli d'Italia è un album del gruppo musicale italiano degli Squallor, pubblicato nel 1984.
A chi lo do stasera è una parodia del brano A chi la do stasera, originariamente interpretato da Nadia Cassini.

## Tracce
1. Uccelli d'Italia
2. Fragolone DJ
3. Ne Me Tirez Plus
4. A chi lo do stasera
5. Al traditore
6. 'O ricuttaro 'nnammurato
7. Dottor Palmito
8. Il circo Loffion
9. Pierpaolo il Rivoluzionario
10. Piange il citofono
11. Vafanculo con chi vuo' tu

## Il film
All'album è ispirato l'omonimo film del 1985, diretto da Ciro Ippolito.